# Тигов Олександр Олександрович
Олександр Олександрович Ти́гов (нар. 31 жовтня 1971, Дніпропетровськ, УРСР) — український політик, громадський діяч, голова Громадської ради при Бучанській райдержадміністрації. З 17 березня 2016 по 26 травня 2017 року Голова Києво-Святошинської районної ради Київської області. Голова громадської організації «Рух територіальних громад». Директор компанії «Біг проджект». Після початку широкомасштабної війни Росії проти України у березні 2022 року мобілізований до лав ЗСУ у складі 72-ї бригади[джерело?].

## Освіта
З 1986 по 1989 рік навчався на будівельному факультеті Дніпропетровського індустріально-педагогічного технікуму.
З 1989 по 1991 проходив строкову службу у збройних силах.
З 2003 по 2007 рік навчався у Міжнародному Віденському університеті за програмою бізнес-адміністрування (Master of Business Administration).
З 2015 по 2017 рік навчався в Європейському університеті на факультеті менеджмента
У 2019 закінчив Національну академію державного управління при Президентові України, здобувши кваліфікацію магістра «Публічне управління та адміністрування».

## Трудова діяльність
У 1991—2012 роках — приватний підприємець.
У 2012—2014 роках — директор будівельної компанії ТОВ «Петровський квартал».
З 2017 року директор архітектурно-будівельної фірми ТОВ «Біг проджект».

### Комерційна діяльність
Компанія Тигова «Біг проджект» будує у Києво-Святошинському районі:
- клубні будинки «Софія»[6] в селі Софіївська Борщагівка;

котеджні містечка:
- «Оклахома»[7] в селі Дмитрівка;
- «Алабама»[8] в селі Ходосівка.

## Політика
У 2014 році під час президентської кампанії Тигов очолив виборчий штаб Петра Порошенка у Києво-Святошинському районі і Приірпінні. Також він був головою Києво-Святошинської районної організації блоку Петра Порошенка «Солідарність».
На парламентських виборах 2014 років він робив спроби пройти до Верховної Ради. По виборчому округу № 95 посів друге місце з відставанням у 1,5 % голосів.
На місцевих виборах 2015 року Тигов був обраний депутатом Києво-Святошинської райради, яку очолив з 17 березня 2016 року. 27 вересня 2016 року незаконно був знятий з посади голови райради. 3 липня 2019 року Верховний Суд України підтвердив рішення суду першої інстанції від 26 травня 2017 року про незаконність усунення та про поновлення на посаді голови. 3 вересня 2019 року Києво-Святошинська районна рада звільнила незаконно обраного голову Гедульянова, але Тигов відмовився від посади голови.

## Громадська діяльність
2006 - створив ГО "Бізнес-центр «Новий початок», член спілки директорів конфедерації будівельників України.
З 2016 - президент суспільного руху «Рух територіальних громад», помічник голови ради Асоціації ветеранів МВС.
Почесний Президент відокремленого підрозділу НФСУ «Київська обласна Федерація самбо».
Віце-президент Київської шахової федерації.
26 серпня 2021 Тигова обрано головою новоутвореної Громадської ради при Бучанській райдержадміністрації.

## Нагороди

### Медалі
- «Захиснику Вітчизни»,
- «За жертовність і любов до України» (2017 р.),
- «Покров Пресвятої Богородиці»,
- «За мужність та професіоналізм» III ступеню Української секції Міжнародної поліцейської асоціації;

### Грамоти
- Українського державного центру позашкільної освіти за популяризацію здорового способу життя,
- Диплом Національної Академії наук України «Золотий фонд нації»,
- Меценат року національного конкурсу «Благодійна Україна – 2017»,
- Подяка Національної федерації самбо України 2018 р. за особистий внесок у справі духовно-патріотичного виховання юнацтва та молоді, розвиток фізкультурно-спортивного руху та системи самбо в Україні,
- Сертифікат за участь у встановленні рекорду України «Наймасовіший шаховий турнір» (2018 р.),
- Лауреат рейтингу «Топ-100 видатних чоловіків Київщини»; Диплом «Гордість Київщини» (2019)[15],
- Почесна відзнака Киево-Святошинської районної ради (березень 2020)[16].

## Благодійність
- Засновник Спортивно-патріотичного комплексу «Доброволець» у селі Святопетрівському. Серед тренерів кілька чемпіонів України, Європи та світу. Діти відвідують клуб безкоштовно.
- Засновник музею «Від Майдану до війни» у складі вищезгаданого комплексу.
- Встановив пам'ятник загиблим воїнам АТО в селі Гурівщина і пам'ятник добровольцям в селі Святопетрівському.
- Фінансував меморіальний комплекс міліціонерам-чорнобильцям у селі Новосілки.
- Встановив пам'ятник Кузьмі Скрябіну в селі Святопетрівському[17].
- Побудував два будинки сімейного типу для двох багатодітних сімей переселенців зі сходу України.
- Допомагає дитячим будинкам, школам-інтернатам.

Спортивно-патріотичний комплекс «Доброволець» у селі Святопетрівському
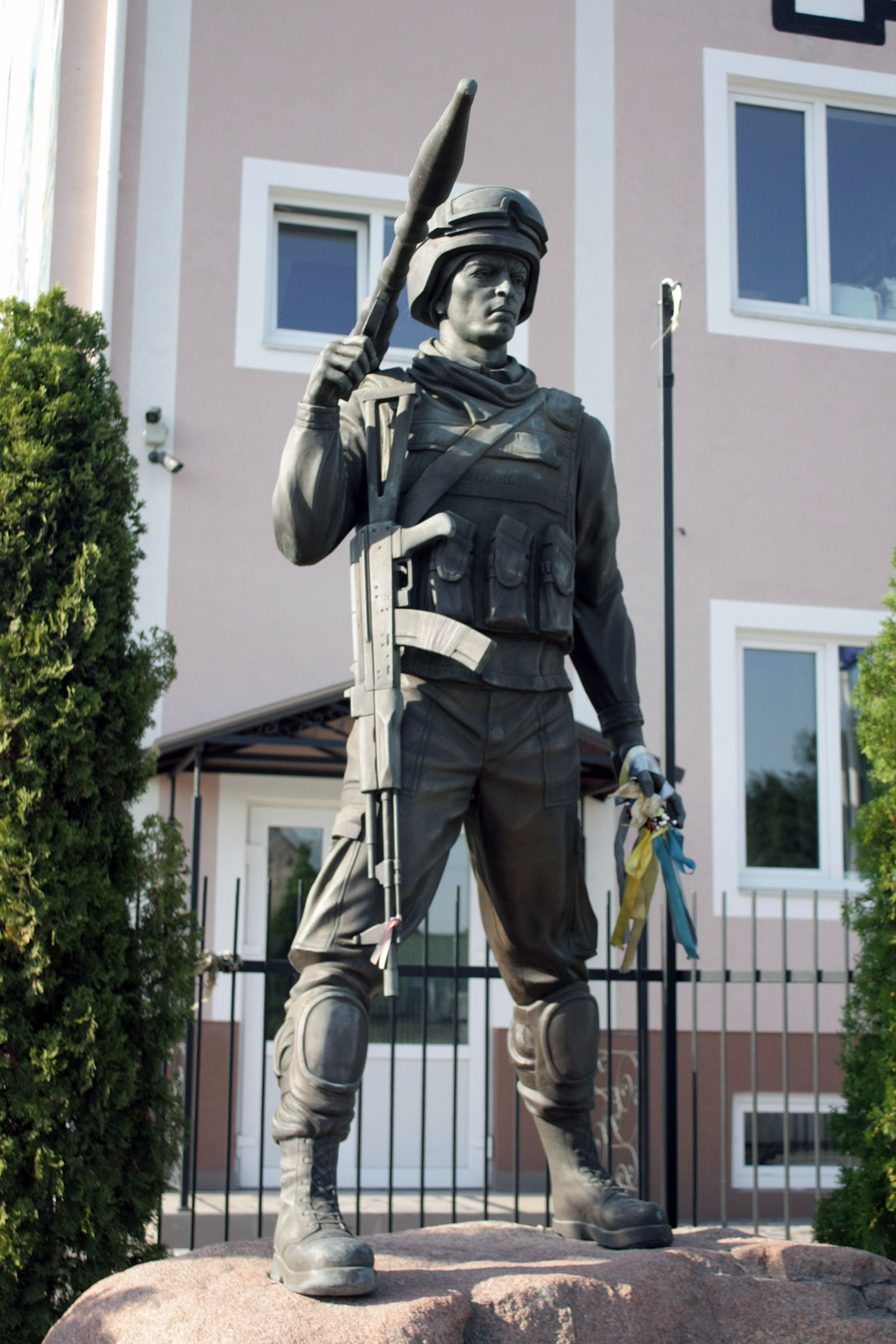
Пам'ятник добровольцям у селі Святопетрівському
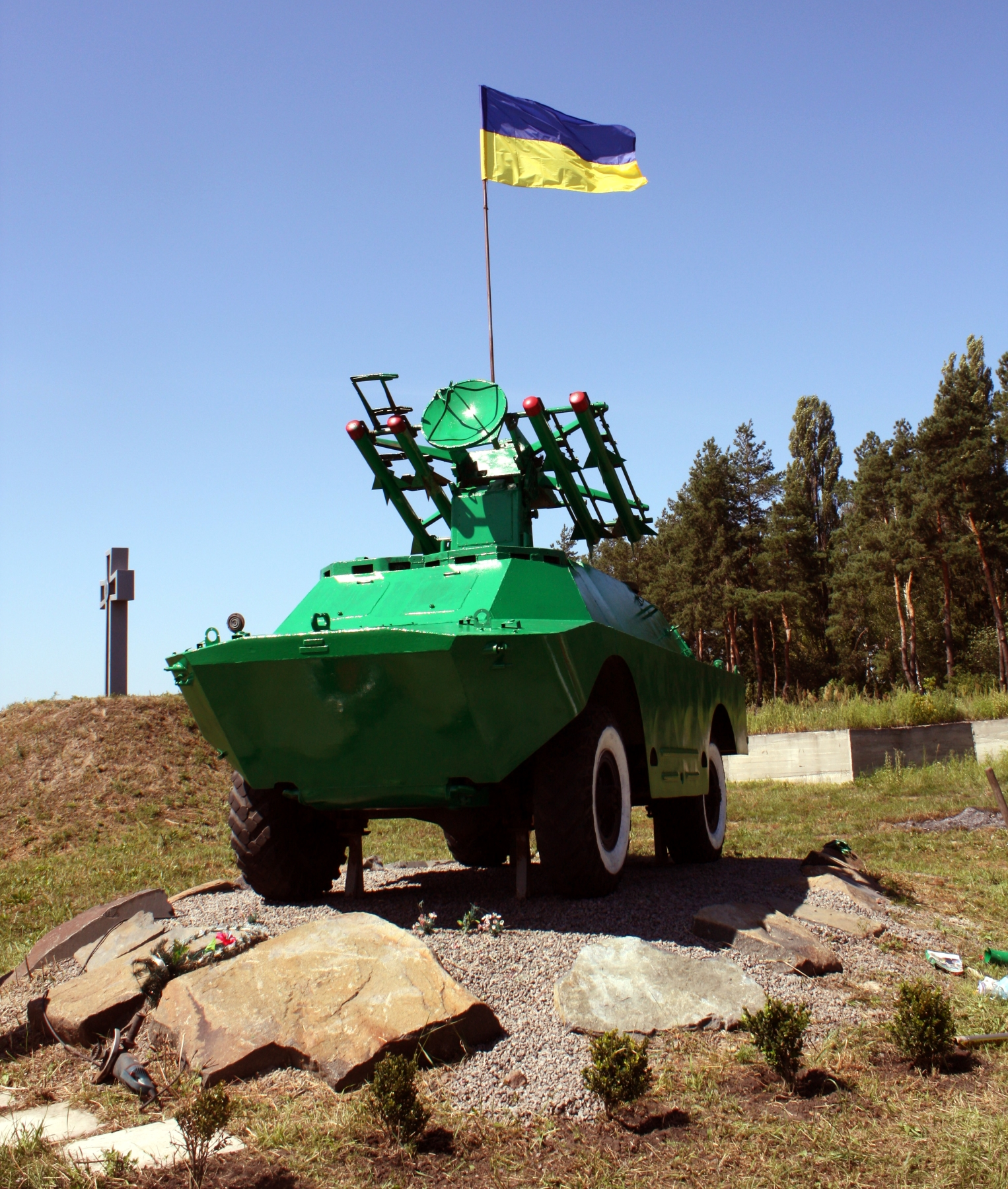
Пам’ятник загиблим військовим ЗСУ в селі Гурівщина
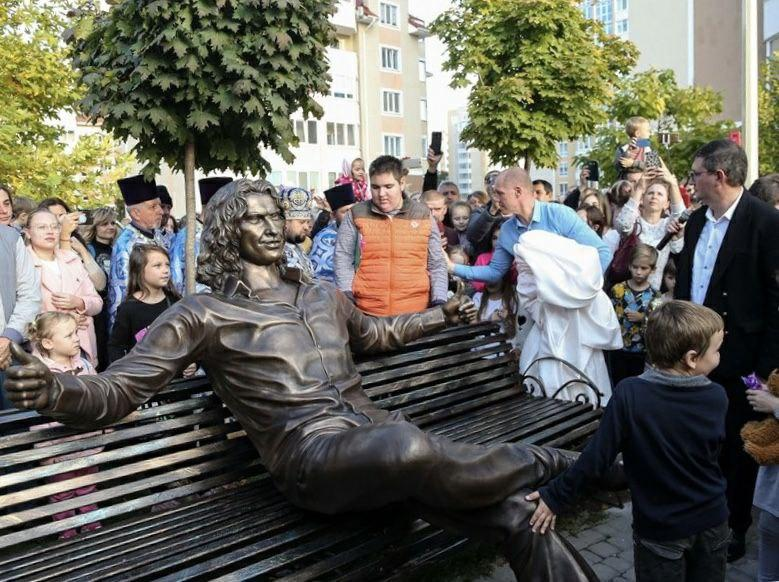
Відкриття пам'ятнику Кузьмі Скрябіну у Святопетрівському. Праворуч стоїть Олександр Тигов.